# عباس باقری
عباس باقری (زاده ۱۳۰۹- درگذشته آذر ۱۳۹۰ هجری خورشیدی)، حقوقدان و مترجم آثار فلسفی و ادبی، در تهران به دنیا آمد، تحصیلات ابتدایی و متوسطه را در همین شهر به پایان برد، سپس وارد دانشگاه تهران شد و در سال ۱۳۴۲ درجه دکتری خود را در حقوق جزا گرفت. وی پس از گرفتن درجه لیسانس به خدمت دادگستری درآمد و مشاغل دادیاری دادگستری خوزستان و ریاست دادگستری دماوند را عهده‌دار شد. پس از مدتی از تمام خدمات دولتی کناره گرفت و به کار وکالت پرداخت و چند سالی نیز معاون مدیر عامل بانک صادرات ایران بود، اما در سال ۱۳۵۶ خورشیدی از آن شغل استعفا کرد.
باقری در سال ۱۳۶۱ به اروپا رفت و مدت ۱۴ سال (تا ۱۳۷۵) در پاریس زیست. وی در پاریس، مطالعات خویش را بر سپهرهای اندیشگی غرب متمرکز ساخت و در رشته‌های علوم انسانی همچون فلسفه، سیاست، ادبیات و دین پژوهی، آثار دانشوران و پژوهندگان زبده باختر را مطالعه کرد. وی معتقد بود لزومی ندارد که مترجم هم‌عقیده با کسی که آثارش را ترجمه می‌کند باشد. او تأکید می‌کرد که در کار ترجمه هدفش بر این است که منابع اطلاعاتی مختلف را در اختیار نسل امروز مملکت قرار دهد.

## کتاب‌های منتشر شده
1. ایوان تورگنیف: آدم زیادی، چاپ اول ۱۳۲۸ کانون معرفت، تجدید چاپ ۱۳۸۴ نشر علم
2. عباس باقری: دفاع مشروع [رساله دکتری]، هیئت مشاورین حقوقی و اقتصادی همراز، ۱۳۴۳[۳]
3. میخائیل شولوخف: جبههٔ جنوب، انتشارات پاپیروس، چاپ دوم ۱۳۵۷
4. آلن فینکل کروت: شکست اندیشه، نشر فرزان روز، ۱۳۷۵
5. لوچانو دِ کرشِنتزو: فیلسوفان بزرگ یونان باستان، نشر نی، ۱۳۷۷[۴]
6. ژ. دوشن گیمن: اورمزد و اهریمن، نشر فرزان روز، ۱۳۷۸
7. ژولی سادا ژاندرون: تساهل در اندیشه سیاسی غرب، نشر نی، ۱۳۷۸[۵]
8. هانری ژری ارس: علم، شبه علم و علم دروغین، نشر نی، ۱۳۷۹
9. کارل پوپر: سرچشمه‌های دانایی و نادانی، نشر نی، ۱۳۷۹
10. هانری لویی برگسون: خنده، انتشارات شباویز، ۱۳۷۹
11. هانا آرنت: اندیشیدن و ملاحظات اخلاقی، نشر نی ۱۳۷۹
12. آلبر کامو: پشت و رو، نشر فرزان روز ۱۳۸۰
13. آلبر ژاکار – ژاک لا کاریر: علم و اعتقاد، نشر نی، ۱۳۸۰
14. رمون پولن: حقیقت‌ها و آزادی، نشر نی ۱۳۸۰
15. فرانسوا دکره: مانی و سنت مانوی، نشر فرزان روز، ۱۳۸۰[۶][۷][۸][۹]
16. آلن سورنیا: سفر به دیار پیش سقراطیان، نشر فرزان روز، ۱۳۸۱
17. کارل پوپر: جهان گرایش‌ها، نشر فرزان روز ۱۳۸۱
18. لویی دولو: فرهنگ فردی و فرهنگ جمعی، نشر فرزان روز، ۱۳۸۱
19. سلین اسپکتور: قدرت و حاکمیت در تاریخ اندیشه غرب، نشر نی، ۱۳۸۲
20. برونو برناردی: مردم‌سالاری در تاریخ اندیشه غرب، نشر نی، ۱۳۸۲
21. پیر آدو: فلسفه باستانی چیست؟، نشر علم، ۱۳۸۲
22. نیکلا گریمالدی: انسان پاره‌پاره، نشر نی، ۱۳۸۲[۱۰][۱۱][۱۲]
23. ادگار مورن: عشق شعر حکمت، نشر علم، ۱۳۸۳
24. کارل پوپر: آینده باز است، نشر علم، ۱۳۸۳
25. میکائل کاراندو: لیبرالیسم در تاریخ اندیشه غرب، نشر نی، ۱۳۸۳
26. آیچاک آدیزس: مدیریت دگرگونی: قدرت اعتماد و احترام متقابل در زندگی شخصی، خانوادگی، شغلی و اجتماعی، انتشارات چی چی کا، ۱۳۸۳، چاپ دوم انتشارات دارینوش ۱۳۸۴
27. رژین پیترا: زنان فیلسوف در یونان و رم باستان، نشر فرزان روز، ۱۳۸۴
28. لوچانو دِ کرشِنتزو: فیلسوفان بزرگ قرون وسطا، نشر نی، ۱۳۸۴
29. آلبر ژاکار – آکسل کان: آینده را ننوشته‌اند، نشر علم، ۱۳۸۴
30. ادگار مورن - بوریس سیرولینک: گفت و شنود دربارهٔ سرشت انسان، نشر علم، ۱۳۸۴
31. فردریک روویون: آرمانشهر در تاریخ اندیشه غرب، نشر نی، ۱۳۸۵
32. ژان هِرش: شگفتی فلسفی: سیری در تاریخ فلسفه، نشر نی، ۱۳۸۶
33. آندره کنت اسپو نویل: فلسفه، نشر علم، ۱۳۸۶
34. آنتوان هاتزنبرگ: آزادی، نشر علم، ۱۳۸۶
35. آتیلا اوزر: دولت در اندیشه غرب، نشر فرزان روز، ۱۳۸۶
36. کارل پوپر: زندگی حل مسئله هاست، نشر علم، ۱۳۸۸
37. ماری گای: شهروند در تاریخ اندیشه غرب، نشر فرزان روز، ۱۳۸۸
38. ادگار مورن – امیلیو روژه سیورانا – رائول دو مینگومونا: آموزش برای دوران جهانی، نشر علم، ۱۳۸۸
39. هلن پرایا: خشونت در تاریخ اندیشه فلسفی، نشر فرزان روز ۱۳۸۹
40. ادگار مورن: جهان به کجا می‌رود، نشر فرزان روز، ۱۳۹۰
41. هوبر ریوز: گفتارهایی دربارهٔ آسمان و زندگی، نشر فرزان روز، ۱۳۹۰